# Cum summi apostolatus
Mit der Enzyklika Cum summi apostolatus (dt.: ...weil das höchste Apostolat) vom 12. Dezember 1769 griff Papst Clemens XIV. die Tradition des Heiligen Jahres auf. In seinen Ausführungen „über die Notwendigkeit eines universellen Jubiläums“ ging er auf die im Abstand von 25 Jahren abgehaltenen Jubeljahre ein (das nächste durchzuführende Jubiläumsjahr würde somit 1775 stattfinden). In seinem Abschlusswort wies er auch darauf hin, dass er gleichzeitig mit dieser Enzyklika ein weiteres Schreiben entsenden werde.

## Inscrutabili divinae sapientiae
Versehen mit dem gleichen Datum (12. Dezember 1769) veröffentlichte Clemens XIV. die Enzyklika Inscrutabili divinae sapientiae (dt.: ...unerforschliche göttliche Weisheit). Die Enzyklika stand in einem sehr engen Zusammenhang mit „Cum summi apostolatus“, denn in diesem weiteren  apostolischen Schreiben erläuterte der Papst die Notwendigkeit eines Jubiläums und kündigte dieses für 1775 an. Den  Bischöfen teilte er Einzelheiten über die Durchführung mit. Gleichzeitig legte er  liturgische Regeln fest und erklärte die Möglichkeiten der  Ablässe. Er wies an, dass dieses Schreiben an alle Kirchengemeinden weiterzuleiten sei und dass mit den Vorbereitungen begonnen werden solle.

## Salutis nostrae
Salutis nostrae (dt.: Unsere Rettung) schließlich ist die offizielle Enzyklika zur Proklamation des Heiligen Jahres 1775, sie datiert vom 30. April 1774. Mit ihr wurden weitere Einzelheiten zur Liturgie, zum Geltungsbereich der Ablässe und zum zeitlichen Ablauf bekannt gegeben.

## Jubeljahr 1775
Clemens XIV. konnte das von ihm propagierte Heilige Jubeljahr nicht mehr miterleben, er starb am 22. September 1774. Das Jubeljahr wurde schließlich von Pius VI. eröffnet und begleitet.